# Islas del Diablo
Islas del Diablo (en francés: Îles du Diable) son un pequeño archipiélago deshabitado del país africano de Yibuti compuesto por dos pequeñas islas volcánicas. Se encuentran en el golfo de Tadjourah del océano Índico, frente a las costas de África y el volcán Ardoukoba. La mayor de las dos islas se llama Ginni Kôma mientras que la más pequeña es llamada Ounda Ginni Kôma. Estas dos islas forman dos conos de color ocre relativamente regulares formados durante una erupción volcánica.